# Glenn Heights
Glenn Heights – miasto w Stanach Zjednoczonych, w stanie Teksas, w hrabstwie Dallas.

## Demografia
Według przeprowadzonego przez United States Census Bureau spisu powszechnego w 2010 miasto liczyło 11 278 mieszkańców, co oznacza wzrost o 56,1% w porównaniu do roku 2000. Natomiast skład etniczny w mieście wyglądał następująco: Biali 36,4%, Afroamerykanie 50,0%, Azjaci 0,6%, pozostali 13,0%.